# Nemzeti Kulturális Örökség Minisztériuma
A Nemzeti Kulturális Örökség Minisztériuma (rövidítve: NKÖM) a Magyar Köztársaság egyik minisztériuma volt. 

## Története
1998-ban jött létre, elődje a Művelődési és Közoktatási Minisztérium volt. A NKÖM 1999-ben a központi költségvetés szerkezeti rendjében új fejezetként jelent meg. 2006-ban szűnt meg. 

## Feladatköre
A NKÖM a művészeti élet szabadsága, a lelkiismereti és vallásszabadság biztosítása, a nemzeti kultúra fejlesztése és terjesztése, a kulturális örökség és műemlékek védelme érdekében a kulturális ágazat tevékenységét irányító központi közigazgatási szerv volt, amely hatósági felügyeleti tevékenységet végzett alapító és felügyeleti jogkört gyakorolt, irányítja az ágazati szakigazgatási tevékenységet,
valamint ágazati hatáskörben jogalkotói tevékenységet látott el. 